# Applesauce cake
La applesauce cake ("torta di salsa di mele" in lingua inglese) è una torta statunitense.

## Storia
La applesauce cake risale all'epoca del colonialismo, e veniva preparata nei territori della Nuova Inghilterra, che si trovavano negli Stati Uniti nordorientali. A partire dagli anni cinquanta del Novecento, iniziarono a comparire numerose ricette per preparare la torta con la salsa di mele. Oggigiorno, l'alimento viene consumato assieme al caffè. Durante il 6 giugno di ogni anno, negli Stati Uniti, si celebra la festa nazionale dedicata al dolce.

## Caratteristiche
La applesauce cake è una torta dolce composta da salsa di mele, farina, burro, zucchero e altri ingredienti a piacere come frutta secca e spezie. Il dolce viene a volte rivestito di glassa, o zucchero a velo, e servito con la panna montata. Per rendere meno umida la consistenza della applesauce cake, la si può preparare utilizzando una salsa di mele a pezzi al posto di quella liquida. Dopo averla preparata, alcuni consigliano di lasciar riposare il dolce per uno o due giorni per rendere più intenso il suo sapore e agli ingredienti di mescolarsi bene fra loro. Esistono molti tipi di stampi ideali per la applesauce cake, fra cui quelli per le torte, le ciambelle, e i cupcake.

## Alimenti simili
La coffee cake è una torta soffice che, come la applesauce cake viene consumata a colazione.
Si può preparare la applesauce cake senza glutine utilizzando la farina di riso al posto di quella di mais.